# لووکوم، سامرست
لووکوم (به انگلیسی: Luccombe) یک روستا و محله مدنی در بریتانیا است که در Luccombe واقع شده‌است. لووکوم ۱۵۷ نفر جمعیت دارد.